# Mustrum Riediekel
Mustrum Riediekel (Engels: Mustrum Ridcully) is een personage uit de Schijfwereld boeken van de Britse schrijver Terry Pratchett.
Mustrum Riediekel is de aartskanselier van de Gesloten Universiteit en daarmee de leider van de tovenaarshogeschool in de stad Ankh-Meurbork.

## Lankhr
Mustrum werd geboren in het Ramtopgebergte en bracht een groot deel van zijn jeugd door in Lankhr, waar hij als kind o.a. Esmee Wedersmeer ontmoette. Later ging hij naar Ankh-Meurbork om aan de Gesloten Universiteit toverij te studeren. Hij bereikte het zevende niveau op de zeer jonge leeftijd van 27 jaar. Daarna verliet hij de stad om de landerijen van zijn familie te beheren.

## Ankh-Meurbork
Mustrum Riediekel, ook wel Riediekel de bruine genoemd, was 40 jaar weg uit de stad toen hij tot de nieuwe aartskanselier werd verkozen. Hij is eigenwijs en lijkt nooit te luisteren, maar dat is maar schijn: hij negeert iemand gewoon een tijdje, en als deze het na een paar minuten nog niet heeft opgegeven zal het wel belangrijk zijn. Ook lijkt hij wat traag van begrip en doet hij weinig met zijn toverkrachten. Hij is daarentegen erg praktisch en gebruikt toverij alleen als het echt nodig is: dan blijkt hij toch over behoorlijk wat macht te beschikken. Hij is een van de acht tovenaars van het achtste (en hoogste) niveau.
Zijn grootste verdienste aan de universiteit is dat door hem de gebruikelijke gang van zaken ingrijpend gewijzigd is: totdat hij werd aangesteld was het gebruikelijk dat tovenaars elkaar ombrachten om hogerop te komen. Hierdoor gingen aartskanseliers, zijnde de hoogste en dus meest gewilde tovenaarspositie, maar kort mee. Mustrum is tot nu toe onmogelijk te doden gebleken, waardoor ook de andere hooggeplaatste tovenaars langer overleven.

## Persoonlijk leven
Mustrums grootste hobby is jagen, vooral met een kruisboog, waarvan hij er verscheidene bezit. Het liefst jaagt hij op zeldzame diersoorten, en hij doet zijn best om ze zeldzaam te houden. Als een van de weinige tovenaars op de universiteit is hij altijd zeer vroeg op, om te gaan jagen, hartig te ontbijten of gewaagde liederen te zingen.
Ooit had hij een relatie met Esmee (Opoe) Wedersmeer. Zijn broer is de hogepriester van de Schijfwereldgod Blinde Io.

## Boeken met Mustrum Riediekel
- Meidezeggenschap
- Rollende Prenten
- Maaierstijd
- Edele Heren en Dames
- Zieltonen
- Interessante Tijden
- Berevaar
- Houzee!
- Het Jongste Werelddeel
- The Last Hero (niet vertaald)
- De Nachtwacht
- Posterijen
- Bam!

## Trivia
- Zijn bijnaam de bruine is een parodie op Tolkiens Radagast de bruine.
- In de televisiefilm Hogfather uit 2006 werd hij gespeeld door de Britse acteur Joss Ackland.